# 아우게

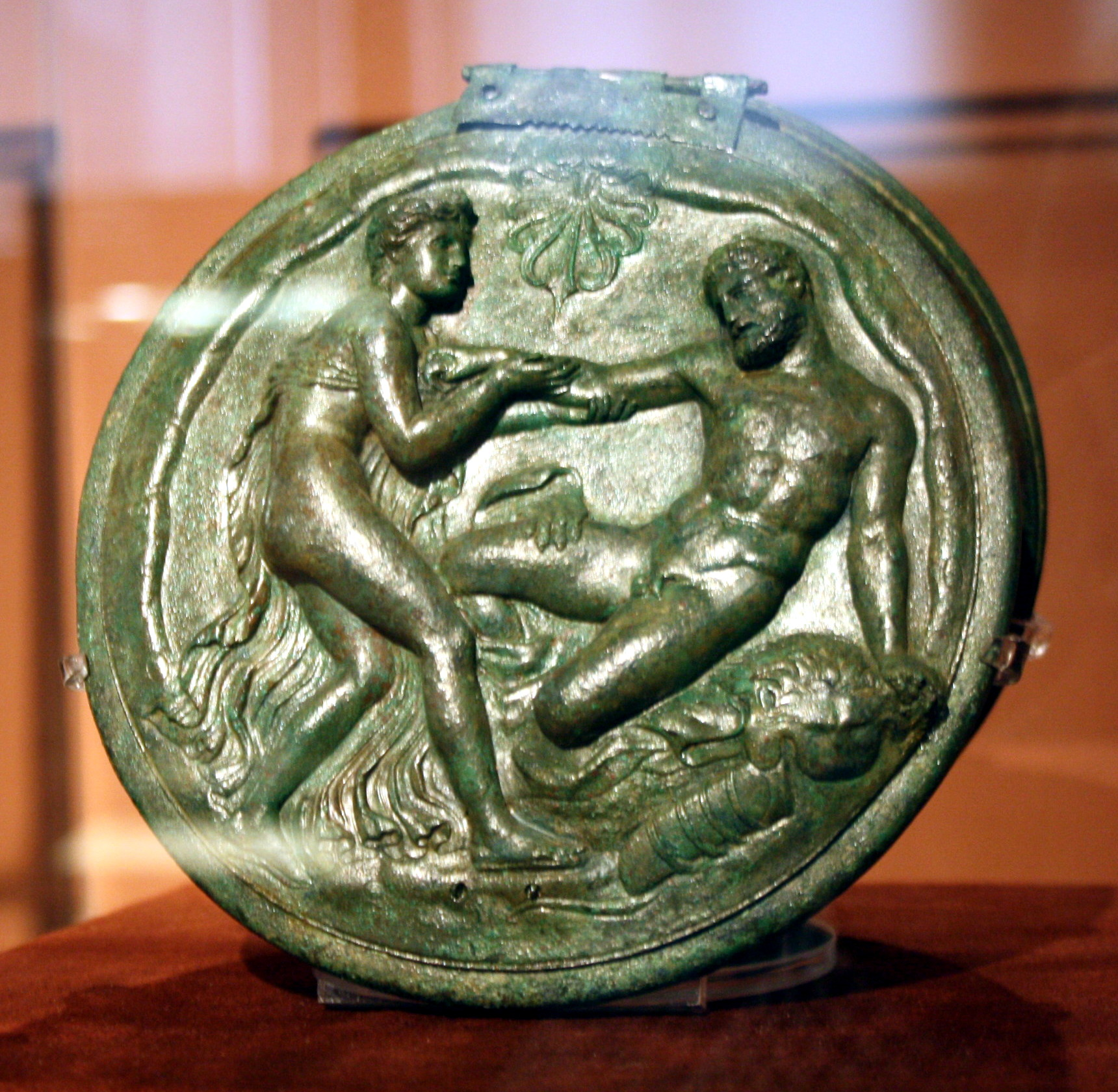
아우게와 술에 취한 헤라클레스

그리스 신화에서 아우게(Auge, /ˈɔːdʒiː/, 고대 그리스어: Αυγή "Sunbeam")는 테게아의 왕 알레우스의 딸이자 아테나 알레아의 여성 사제이다. 헤라클레스의 영웅 텔레포스의 어머니이기도 하다.

## 가족
아우게는 알레우스의 딸, 그리고 제우스와 칼리스토의 아들 아르카스의 손녀이다. 알레우스는 아르카디아의 왕이자 알레아의 시조였다. 신화기록서 비블리오테케에 따르면 아우게의 어머니는 페레우스의 딸 네아이라이다.

## 참고 자료
- Stewart, Andrew, "Telephos/Telepinu and Dionysos: A Distant Light on an Ancient Myth" in Pergamon: The Telephos Frieze from the Great Altar, Volume 2, Renée Dreyfus and Ellen Schraudolph, editors, Fine Arts Museums of San Francisco, 1996. ISBN 0-88401-089-9.
- Pausanias, Pausanias Description of Greece with an English Translation by W.H.S. Jones, Litt.D., and H.A. Ormerod, M.A., in 4 Volumes. Cambridge, MA, Harvard University Press; London, William Heinemann Ltd. 1918. Online version at the Perseus Digital Library.
- Apollodorus, Apollodorus, The Library, with an English Translation by Sir James George Frazer, F.B.A., F.R.S. in 2 Volumes. Cambridge, MA, Harvard University Press; London, William Heinemann Ltd. 1921. Online version at the Perseus Digital Library.